# Darren Appleton
Darren Appleton (sinh ngày 8 tháng 2 năm 1976 tại Pontefract, Tây Yorkshire, Anh) là cơ thủ người Anh, có biệt danh "Dynamite". Anh là nhà vô địch thế giới nội dung pool 10 bóng đầu tiên vào năm 2008 sau khi giành chiến thắng trước Ngô Già Khánh, cựu vô địch thế giới ở cả hai thể loại 9 bóng và 8 bóng. Với chiến thắng này, anh là cơ thủ người Anh thứ hai vô địch thế giới sau Daryl Peach, người vô địch nội dung 9 bóng một năm trước đó. Năm 2012, Appleton tiếp tục trở thành nhà vô địch thế giới, lần này ở nội dung 9 bóng sau khi thắng Lý Hách Văn trong trận chung kết.

## Sự nghiệp
Appleton, bắt đầu chơi billiard ở tuổi 12, từng là số một thế giới ở thể loại pool 8 bóng kiểu Anh. Anh hai lần giành ngôi á quân ở giải vô địch thế giới pool 8 bóng của WEPF. Năm 2006, anh bắt đầu tham dự các giải đấu 8 bóng tiêu chuẩn của International Pool Tour. Cùng năm đó, anh vô địch giải Straight Pool Challenge tại Derby City Classic.
Ngày 5 tháng 10 năm 2008, Appleton có một chiến thắng khá bất ngờ tại Giải vô địch thế giới pool 10 bóng đầu tiên trước Ngô Già Khánh với tỉ số 13–11, giành phần thưởng 100 000 đô la Mỹ. Anh phát biểu: "Tôi đã chờ đợi ngày này 16 năm nay và phải tận hưởng khoảnh khắc này."
Tháng 5 năm 2009, Appleton thách đấu Dennis Hatch của Mỹ trong một trận đấu 3 ngày chạm 100 nội dung 10 bóng. Tuy nhiên Appleton thất bại 83–100. Trong cùng năm đó, anh vô địch World Pool Masters sau khi vượt qua Nick van den Berg ở chung kết.
Darren Appleton vô địch giải 9 bóng Mỹ mở rộng năm 2010 sau khi thắng Corey Deuel trong một trận đấu phải kéo dài đến những game mở rộng để phân thắng bại.
Appleton là thành viên của đội châu Âu thắng Mosconi Cup 2010. Anh được bầu chọn là cơ thủ xuất sắc nhất giải với tỉ lệ thắng thua là 5/1.
Năm 2012, Appleton vô địch thế giới pool 9 bóng, thắng Lý Hách Văn của Trung Quốc ở chung kết với tỉ số 13–12.
Năm 2013, anh vô địch nội dung 9 bóng tại World Games 2013, thắng Trương Vinh Lân 11–10 ở chung kết.
Vào ngày 2 tháng 2 năm 2015, Darren Appleton vô địch giải vô địch thế giới pool kiểu Trung Quốc 2015, thắng Mark Selby 21–19 ở chung kết.